# Clara-Villerach
Clara-Villerach ( tot 2017 Clara) is een gemeente in het Franse departement Pyrénées-Orientales (regio Occitanie) en telt 226 inwoners (2005). De plaats maakt deel uit van het arrondissement Prades.
De naam van de gemeente werd gewijzigd bij decreet 2017-149 van 7 februari 2017.

## Geografie
De oppervlakte van Clara-Villerach bedraagt 8,5 km², de bevolkingsdichtheid is 26,6 inwoners per km².

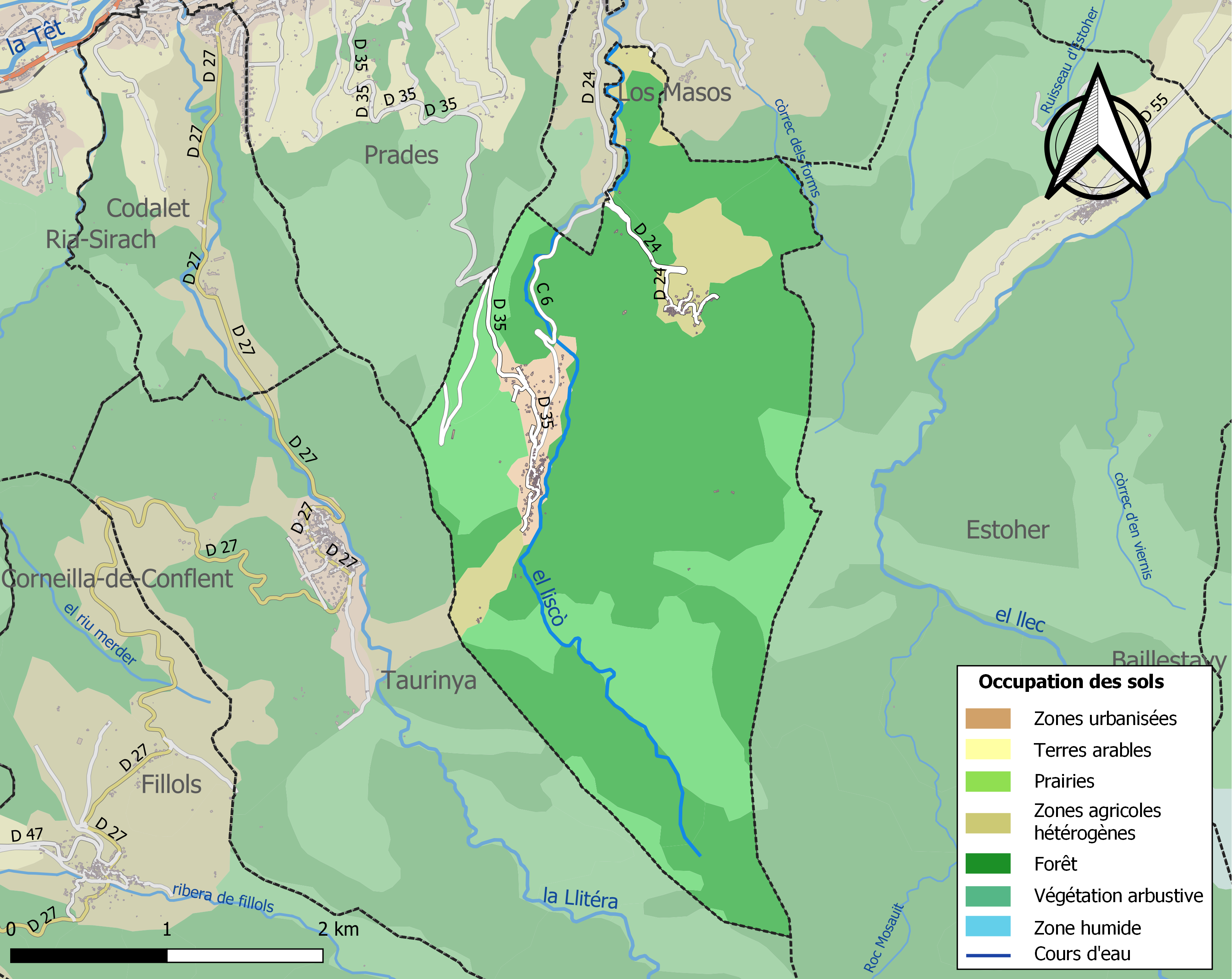
Kaart van de gemeente met de belangrijkste infrastructuur, bodemgebruik en omliggende gemeenten

## Demografie
Onderstaande figuur toont het verloop van het inwonertal (bron: INSEE-tellingen).